# Feel Good Hit of the Summer
Feel Good Hit of the Summer – drugi singel z drugiego albumu Queens of the Stone Age, Rated R. Wydany w Europie pod koniec 2000 roku i w Australii na początku 2001.

## Informacje
Rażąco liczne nawiązania do nielegalnych używek w tekście piosenki spotkały się z niechęcią wytwórni płytowej, która nie chciała zamieszczenia utworu na płycie. Ostatecznie zespół przekonał wydawców do piosenki i utwór otwiera album. Znajduje się również w skróconej wersji po zakończeniu utworu 9 na płycie, zanim rozpoczyna się utwór 10. Inna wersja znajduje się na płycie Songs for the Deaf i znana jest także pod nieoficjalną nazwą „Feel Good Haha of the Summer”, ponieważ tekst piosenki w tej wersji zastąpił rytmiczny śmiech.
Josh Homme stwierdził, że pomysł na napisanie tej piosenki powstał podczas trzydniowego przyjęcia milenijnego. Poza tym wielokrotnie powtarzał, że Feel Good Hit of the Summer było społecznym eksperymentem, który miał za zadanie sprawdzić reakcję opinii publicznej. Stanowisko zespołu w sprawie zażywania używek wymienionych w tekście było nieokreślone i ograniczało się do wypowiedzi, iż "nie była to reklama" oraz "(piosenka) nie mówi tak, ani nie" Chris Goss, współproducent piosenki później podkreślał, że jej nagranie miało z założenia być żartem, zaś jej forma ewoluowała z krótkiego skandowania na końcu albumu do pełnego utworu będącego pierwszym na płycie.
W utworze obok wokalisty zespołu śpiewa Rob Halford, który nagrywał w sąsiednim studiu gdy grupa tworzyła album. Nazwał tekst Homme’a „rock’n’rollowym koktailem”Halford zaśpiewał w ostatnim refrenie, zaś w całej piosence Joshowi Homme towarzyszą śpiewem Nick Oliveri, Wendy Ray Moan oraz Nick Eldorado. Z powodu częstych referencji do nazw używek wiele stacji radiowych odmówiło emitowania piosenki. Wal-Mart zabronił sprzedaży płyty Rated R dopóki piosenka nie będzie wykluczona z albumu albo zostanie oznaczona znakiem ostrzeżenia na okładce. Jednakże zespół skutecznie dowodził, że już nazwa płyty sama w sobie jest ostrzeżeniem.

## Recenzje
Jednocześnie utwór został doceniony przez krytykę. "The Guardian" nazwał ją "najważniejszym punktem na płycie". NME potraktował tę piosenkę jako "jeden z najbardziej istotnych momentów nowoczesnego amerykańskiego rocka, tuż przy takich piosenkach jak Smells Like Teen Spirit i Killing in the Name Rage Against the Machine". Zdaniem "Rolling Stone" utwór brzmi jak "niewydany materiał Nirvany. Steve Huey z AllMusic uznał piosenkę za "męczącą". Feel Good Hit of the Summer znalazł się w kilku zestawieniach całorocznych, między innymi w rankingu Roberta Christgaua i jego Pazz & Jop, gdzie zajął 15. miejsce. Na liście NME utwór został uplasowany na szóstej pozycji, o dwie pozycje niżej od poprzedniego singla The Lost Art of Keeping a Secret. Piosenka została zawarta na kompilacji płytowej 100 najpopularniejszych piosenek australijskiej rozgłośni radiowej Triple J za rok 2000, mimo iż sam utwór nie został tam sklasyfikowany. W listopadzie 2011 roku singel zajął 82. miejsce w rankingu NME na najlepszą piosenkę ostatnich 15 lat.

## Okładka i teledysk
Okładkę singla ilustrowało zdjęcie tytułu piosenki ułożonego z tabletek rozmaitych farmaceutyków i narkotyków, z których niektóre wymienia tekst piosenki. Na niektórych wydaniach singla ponadto znajdował się napis „Rated U”. Piosenka wpłynęła na decyzje dotyczące tytułu, okładki oraz dołączonej książeczki do albumu Rated R. Do jego głównych tematów zaliczały się narkotyki oraz cenzura, celując osobno w system kategorii wiekowych Motion Picture Association of America. Zespół nawiązał do niego, umieszczając we wkładce muzycznej oznaczenia do poszczególnych piosenek. Utwór „Feel Good Hit of the Summer” otrzymał oznaczenia "Adult Situations", "Consumption" i "Illegal Substances", co odnosiło się do jej tekstu.
Teledysk także odzwierciedlał główny motyw utworu. Stworzony jako animacja, przedstawiał kierowcę pod wpływem nieokreślonej substancji halucynogennej, co jest pokazane przez pojawiające się w refrenie żywsze i bardziej zróżnicowane kolory, wraz z licznymi odniesieniami do używek w trakcie trwania klipu. Sceny z zespołem zostały wykonane techniką rotoskopu, która została ponownie wykorzystana przez grupę w teledysku do Go with the Flow z 2003 roku. Wideoklip kończy się oddaleniem się pojazdu i jego eksplozją w kształcie grzyba atomowego na horyzoncie.

## Występy na żywo, wpływ
Od czasu wydania albumu Rated R zespół często wykonuje piosenkę na żywo. Podczas trasy promującej album z 2007 roku, Era Vulgaris, wykonanie zostało poszerzone o improwizacje, co wydłużyło utwór do 6 minut. Feel Good Hit of the Summer pojawił się na ścieżce dźwiękowej, oraz w samym filmie Księga cieni: Blair Witch 2. Piosenka była wykonywana również przez takie zespoły jak Placebo, Foo Fighters i Machine Head.

## Lista piosenek
1. „Feel Good Hit of the Summer" – 2:43
2. „Never Say Never" (wersja piosenki Romeo Void), (Benjamin Bossi, Debora Iyall, Frank Zincavage, Larry Carter, Pete Woods) – 4:22
3. „You're So Vague" (wersja piosenki Carly Simon, w oryginale You're So Vain) – 3:40
4. „Who'll Be the Next in Line" (wersja piosenki The Kinks), (Ray Davies) – 2:29
5. „Feel Good Hit of the Summer" (CD-ROM Video) – 2:43

## Substancje wymienione w tekście utworu
- nikotyna
- valium
- Vicodin
- marihuana
- Ecstasy
- alkohol
- kokaina.